# وی‌ماس

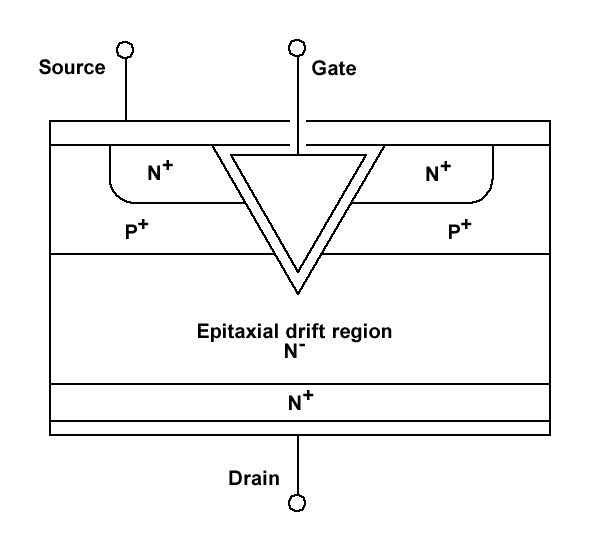
ساختار وی‌ماس دارای یک شیار وی در ناحیه گیت است

ترانزیستور وی‌ماس (به انگلیسی: VMOS، ‎/ˈviːmɒs/‎) یک نوع ماسفت است (ترانزیستور اثر میدانی فلز-اکسید-نیم‌رسانا). وی‌ماس همچنین برای توصیف شکل شیار وی (V) تیز به صورت عمودی برش داده شده در مواد زیرلایه استفاده می‌شود. وی‌ماس مخفف «نیم‌رسانا-اکسید-فلز عمودی» یا «ماس با شیار وی» است.
شکل «وی» گیت ماسفت به قطعه اجازه می‌دهد تا مقدار بیشتری جریان را از سورس به درین قطعه برساند. این شکل ناحیه تخلیه کانال گسترده‌تری ایجاد می‌کند و اجازه می‌دهد جریان بیشتری از آن عبور کند.
در حین کار حالت مسدودسازی، بالاترین میدان الکتریکی در محل پیوند +p+/N رخ می‌دهد. وجود یک گوشه تیز در پایین شیار باعث افزایش میدان الکتریکی در لبه کانال در ناحیه تخلیه می‌شود، بنابراین ولتاژ شکست قطعه را کاهش می‌دهد. این میدان الکتریکی، الکترون‌ها را به داخل اکسید گیت پرتاب می‌کند و در نتیجه، الکترون‌های به دام افتاده ولتاژ آستانه ماسفت را جابجا می‌کنند. به همین دلیل دیگر از معماری شیار وی در افزاره‌های تجاری استفاده نمی‌شود.
استفاده از این قطعه قدرت تا زمان شکل‌گیری هندسه‌های مناسب‌تری مانند یوماس (یا ماس با گیت-ترانشه‌ای (به انگلیسی: Trench-Gate)) به‌منظور کاهش بیشینه میدان الکتریکی در بالای شکل وی و بنابراین منجر به بیشینه ولتاژ بالاتر از نمونه وی‌ماس می‌شود.

## پیشینه
اولین ماسفت (بدون شیار وی) توسط محمد عطاالله و داوون کانگ در آزمایشگاه‌های بل در سال ۱۹۵۹ اختراع شد. ساخت شیار وی توسط ژوئن-ایچی زاوا در سال ۱۹۶۹، در ابتدا برای ترانزیستور القایی ایستا (اس‌آی‌تی)، نوعی جی‌فت (ترانزیستور اثر میدانی پیوندی) آغازشد.
وی‌ماس توسط هیتاچی در سال ۱۹۶۹، هنگامی که آن‌ها اولین ماسفت قدرت عمودی در ژاپن معرفی کردند، اختراع شد. تی‌جی راجرز، در حالی که دانشجوی دانشگاه استنفورد بود، در سال ۱۹۷۳ حق ثبت اختراع ایالات متحده را برای یک وی‌ماس ثبت کرد. سیلیکونیکس در سال ۱۹۷۵ یک وی‌ماس را به صورت تجاری معرفی کرد. وی‌ماس بعد از آن به چه شناخته شده به عنوان توسعه یافته شد وی‌دی‌ماس (دی‌ماس عمودی).
در سال ۱۹۷۸، ریزسیستم آمریکا (ای‌ام‌آی) اس۲۸۱۱ را منتشر کرد. این اولین تراشه مدار مجتمع شده بود که به‌طور خاص به عنوان پردازشگر سیگنال دیجیتال (دی‌اس‌پی) طراحی شد و با استفاده از فناوری وی‌ماس که قبلاً به صورت انبوه تولید نشده بود، ساخته شد.